# 오토데스크 아널드

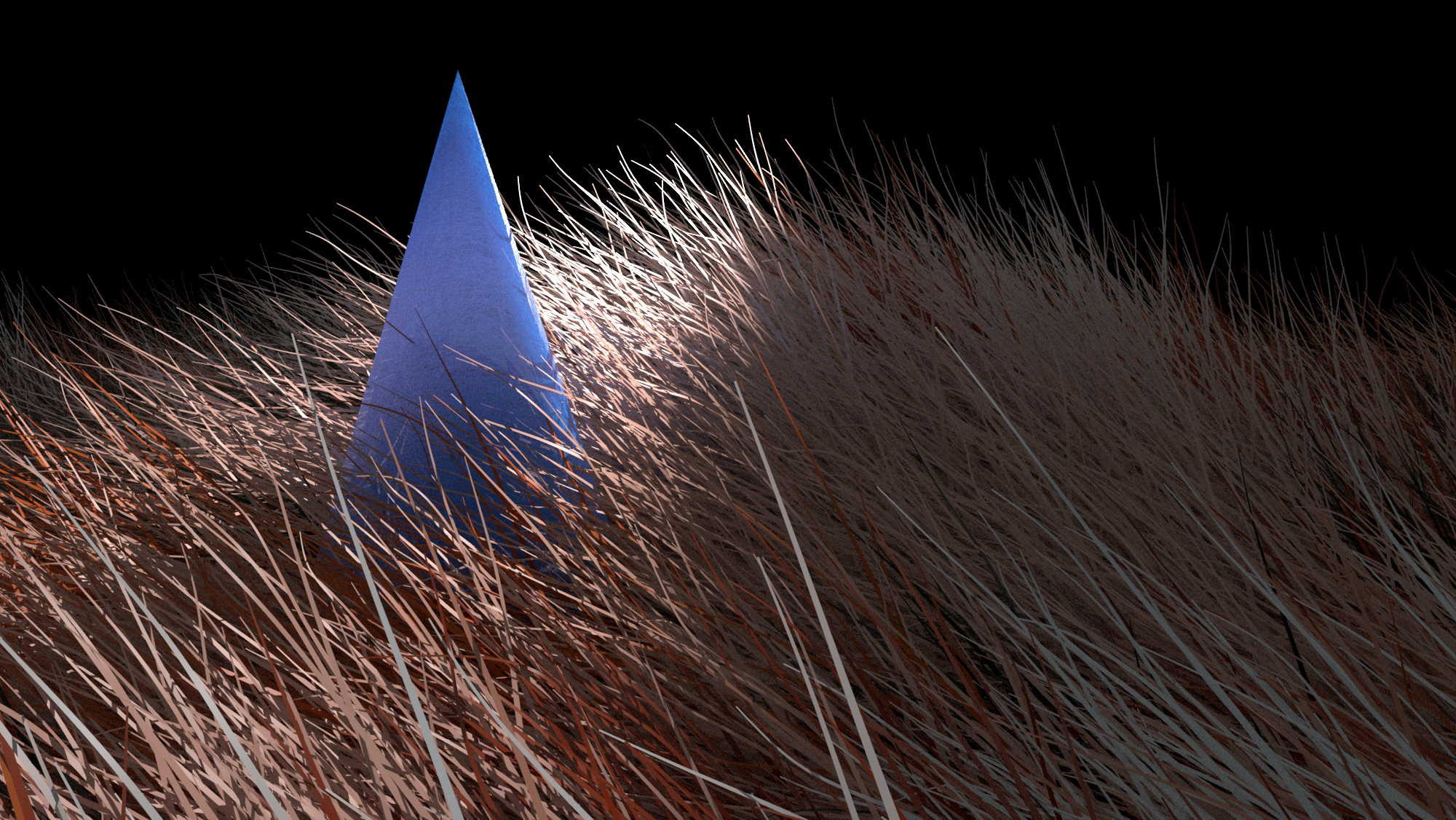

아널드(Arnold)는 솔리드 앵글(Solid Angle)사가 개발한 편파적이지 않은(unbiased), 물리적 기반의 광선 추적 3차원 렌더링 애플리케이션이다. 아널드를 사용한 저명한 영화에는 몬스터 하우스, 하늘에서 음식이 내린다면, 이상한 나라의 앨리스, 토르: 천둥의 신, 캡틴 아메리카, 엑스맨: 퍼스트 클래스, 어벤져스, 레드 테일스, 언더월드 4: 어웨이크닝, 캡틴 하록, 엘리시움, 퍼시픽 림, 그래비티 등이 있다.

## 기술
아널드는 몬테카를로 광선 추적(레이 트레이싱)에 기반을 둔다. 아널드의 엔진은 한 씬에 수십억 개의 일관성이 없는 광선을 보내는데 최적화되어 있다.

## 아널드를 사용하는 스튜디오

### 북아메리카

#### 미국
- 위스키프리(Whiskytree)
- 루마 픽처스(Luma Pictures)

#### 캐나다
- 소니 픽처스 이미지워크스
- 로데오 비주얼 이펙츠 컴퍼니(Rodeo Visual Effects Company)
- 이미지 엔진(Image Engine)
- The Embassy Visual Effects
- Hybride technologies

### 유럽

#### 영국
- 프레임스토어(Framestore)
- Cinesite
- Freefolk

#### 독일
- Trixter

#### 프랑스
- Mikros Image
- 유닛 이미지(Unit Image)

#### 노르웨이
- 스톰 스튜디오(Storm Studios)

#### 헝가리
- Digic Pictures

#### 폴란드
- Platige Image

#### 스페인
- Ilion Animation Studios
- 엔트로피 스튜디오(Entropy Studio)

### 오세아니아

#### 오스트레일리아
- Rising Sun Pictures

### 아시아

#### 인도
- Prana Studios
- 88 Pictures

## 같이 보기
- 픽사 렌더맨
- V-레이